# 독립 축구 협회 연맹
독립 축구 협회 연맹(Confederation of Independent Football Associations)는 2013년에 결성된 축구 연맹이다.
이 연맹은 분단국가, 독립국, 속국, 속령, 미승인 국가, 소수민족, 무국적자, 지방, 망명정부, 난민, 그리고 마이크로네이션 등 국제축구연맹(FIFA) 비회원국들로 구성되어 있다. 축구 대회로는 CONIFA 축구 선수권 대회, CONIFA 유럽 축구 선수권 대회이 있다. 그러나 문제점은 주요 회원국들이 분쟁지역 또는 미승인국이나 정치적/사회적인 이슈를 받고 있는 위치를 대변하는 협회들이기 때문에, 추후에 다른 나라로부터 원한을사 관계자들이 입국 금지조치를 받는 경우가 있다. 그리고 설립취지가 공식적인 국제대회에는 당연히 끼일수없는 집단/나라들이 참가하다보니 그들의 경제력과 기반이 열악하기 때문에 개최가 취소되거나 참가가 확정된 후 기권을 하는 일도 많다.

## 회원국

### 유럽
- 모나코
- 압하지야
- 니스
- 도네츠크 인민공화국
- 엘란 바닌(맨섬)
- 펠비데크(헝가리 북부)
- 프랑코니아
- 헬골란트
- 루간스크 인민공화국
- 카르파티아
- 아르차흐 공화국
- 북키프로스
- 옥시타니아
- 파다니아
- 라이티아
- 롬인
- 사미
- 남오세티야
- 그린란드
- 세클리랜드
- 서아르메니아
- 트란스니스트리아
- 스코네

### 아프리카
- 차고스 제도
- 다르푸르
- 잔지바르
- 소말릴란드
- 서사하라
- 바라와
- 마타벨레란드
- 카빌리아

### 아시아
- 아람 시리아
- 쿠르드 자치구
- 펀자브
- 로힝야
- 타밀일람
- 티베트
- 동튀르키스탄
- 레즈긴인
- 재일 조선인 축구 대표팀

- 류큐

### 아메리카
- 카스카디아
- 퀘벡

### 오세아니아
- 키리바시
- 투발루

## 같이 보기
- NF-보드